# وفاة جيمي كارتر وجنازته الرسمية
توفي جيمي كارتر في 29 ديسمبر 2024 في منزله في بلينز بولاية جورجيا، بعد أن قضى ما يقرب من عامين في رعاية المسنين. كارتر هو الرئيس التاسع والثلاثون للولايات المتحدة والحائز على جائزة نوبل للسلام عام 2002 عن عمله بعد توليه الرئاسة. توفي عن عمر 100 عام و89 يومًا، وهو بذلك أطول رئيس أمريكي عمرًا في التاريخ والرئيس الوحيد الذي تجاوز المائة عام.

## خلفية
توفي كارتر بعد عدة سنوات من إصابته بمشاكل صحية مختلفة وتدهور القدرة البدنية، وخاصة تشخيص إصابته بسرطان الجلد الذي انتشر إلى دماغه وكبده. أعلن مركز كارتر في 18 فبراير 2023 أن كارتر سيبقى في المنزل ليتلقى رعاية المسنين بدلاً من التدخل الطبي الإضافي. وأشارت المصادر أن رعاية المسنين تعني طبيًا أن متوسط العمر المتوقع للمريض لا يزيد عن ستة أشهر، وأن المرضى في رعاية المسنين يموتون عادةً في غضون عدة أسابيع. رد أن أفراد عائلة كارتر المقربين جاءوا إلى منزله في جورجيا لقضاء أيامه الأخيرة معه في الأسبوع التالي للإعلان، ذكرت الأخبار المحلية بعد أربعة أشهر أن كارتر ظل "في حالة معنوية رائعة، يزور العائلة ولا يزال يستمتع بالآيس كريم".
صرح حفيده جيسون كارتر في أواخر أغسطس 2023 أن جده كان في الفصل الأخير من حياته، أفاد جيسون أيضًا في منتصف سبتمبر أن كارتر والسيدة الأولى السابقة روزالين كارتر يقتربان من النهاية"، على أن كلاهما كانا في حالة جيدة بما يكفي لاصطحابهما في جولة بالسيارة في مهرجان الفول السوداني في بلينز في 23 سبتمبر 2023. أعلن أن زوجته روزالين ستدخل أيضًا رعاية المسنين وتوفيت بعد الإعلان بيومين، عن عمر يناهز 96 عامًا، وفي ظهوره العام الأخير، حضر كارتر جنازتها. انتشر خطاب ملفق في يوليو 2024 يعلن وفاة كارتر نشرته الناشطة السياسية اليمينية المتطرفة لورا لومر على وسائل التواصل الاجتماعي والتي تراجعت بعد فترة وجيزة عن المنشور وأدانت الرسالة الكاذبة.
كان كارتر أطول رئيس عاش بعد توليه الرئاسة ب 18 عامًا، منذ وفاة جيرالد فورد في عام 2006. أصبح كارتر في 22 مارس 2019 أكبر من رأس للبلاد بد تجاوزه عمر جورج بوش الأب، الذي كان يبلغ من العمر 94 عامًا و171 يومًا عندما توفي بوش في نوفمبر 2018؛ وُلِد كلا الرجلين في عام 1924. وأشار إلى مدى صعوبة بلوغه التسعينيات من عمره، حيث
قال الرئيس السابق في مقابلة عام 2019 مع مجلة بيبول أنه لم يتوقع أبدًا أن يعيش طويلاً، مدعيًا أن سر حياته الطويلة هو الزواج الجيد. بعد وفاته أصبح بيل كلينتون أطول من عاش بعد فترة رئاسته وآخر رئيس متبقي من القرن العشرين، ويصبح جو بايدن أكبر من رأس البلاد.

## وفاة و ردود الفعل
توفي كارتر في منزله في بلينز، جورجيا في 29 ديسمبر 2024. أعلن نجل كارتر، جيمس إي كارتر الثالث، عن وفاته في الساعة 3:45 مساءً بتوقيت شرق الولايات المتحدة. بدأت خطط الجنازة فور الإعلان.
صرح الرئيس جو بايدن أن "أمريكا والعالم فقدا زعيمًا ورجل دولة وإنسانيًا استثنائيًا"، وقال الرئيس المنتخب دونالد ترامب إن كارتر "فعل كل ما في وسعه لتحسين حياة جميع الأمريكيين". قال بايدن في خطاب من سانت كرو عن كارتر أنه كان "زعيمًا رائعًا". أشاد الرؤساء السابقون باراك أوباما وجورج دبليو بوش وبيل كلينتون بكارتر. نعى وفاته الرئيس البرازيلي لويس إيناسيو لولا دا سيلفا ورئيس الوزراء البريطاني كير ستارمر والملك تشارلز الثالث ورئيس الوزراء الكندي جاستن ترودو والرئيس الصيني شي جين بينغ والرئيس الكوبي ميغيل دياز كانيل ورئيس الوزراء الهولندي ديك شوف والرئيس المصري عبد الفتاح السيسي ورئيس المجلس الأوروبي أنطونيو كوستا والرئيس الفرنسي إيمانويل ماكرون والمستشار الألماني أولاف شولتز ورئيس الوزراء المجري فيكتور أوربان ورئيس الوزراء الياباني شيجيرو إيشيبا والرئيس البنمي خوسيه راؤول مولينو والرئيس الفلبيني بونج بونج ماركوس والرئيس الأوكراني فولوديمير زيلينسكي.